# دوبری (دهانه)
دوبری‌ِ یک دهانه برخوردی در ماه‌ است.